# Млугу, Эндрю Томас
Эндрю Томас Млугу (суахили Andrew Thomas Mlugu; род. 12 ноября 1995, Дар-эс-Салам) — танзанийский дзюдоист, представитель лёгкой и полулёгкой весовых категорий. Выступает за сборную Танзании по дзюдо начиная с 2014 года, участник ряда крупных международных соревнований, в том числе Игр Содружества в Глазго и летних Олимпийских игр в Рио-де-Жанейро.

## Биография
Эндрю Томас Млугу родился 12 ноября 1995 года в городе Дар-эс-Салам, Танзания. Практиковал дзюдо с юных лет, проходил подготовку в танзанийском дзюдоистском клубе «Моши».
Впервые заявил о себе на международной арене в сезоне 2014 года, когда вошёл в основной состав танзанийской национальной сборной и побывал на Играх Содружества в Глазго — выступал здесь в категории до 66 кг и занял итоговое девятое место, проиграв на стадии 1/8 финала представителю Замбии Мэтьюсу Пунзе.
Благодаря череде удачных выступлений удостоился права защищать честь страны на летних Олимпийских играх 2016 года в Рио-де-Жанейро — попал в число участников решением трёхсторонней комиссии. Отправился на Игры в составе делегации, куда также вошли шесть спортсменов из других видов спорта, причём на церемонии открытия именно Млугу доверили право нести знамя своей страны. Соревнуясь в категории до 73 кг, уже в первом поединке на стадии 1/16 финала он потерпел поражение от австралийца Джейка Бенстеда и тем самым лишился всяких шансов на попадание в число призёров. Таким образом, Млугу стал первым в истории танзанийским дзюдоистом, кому удалось выступить на Олимпийских играх.